# Ackley (Iowa)
Pour les articles homonymes, voir Ackley.
Ackley  est une ville des comtés de Franklin et de Hardin, en Iowa, aux États-Unis.